# Twin Shadow
Джордж Льюис-младший (George Lewis Jr) — американский музыкант, выступающий под псевдонимом Twin Shadow.

## Биография
Льюис родился в Доминиканской Республике и вырос во Флориде. Он начал заниматься музыкой в 14 лет, играл в нескольких коллективах, среди которых была и панк-группа. Примерно в 2000 году он переехал в Бостон и основал группу Mad Man Films вместе с Джозефом Чампини (ударные) из Hooray for Earth и Заком Лонго (бас) из Before Lazers. Mad Man Films самостоятельно выпустили две записи. Льюис несколько лет провёл в Европе, побывал в Берлине и три месяца проработал в Стокгольме, записывая кавер-версии песен Velvet Underground для театральной труппы.
В 2006 году Льюис переехал в Бруклин и взял псевдоним Twin Shadow. Его дебютный альбом Forget, выпущенный в 2010 году, спродюсировал Крис Тейлор, бас-гитарист группы Grizzly Bear. Работа была положительно оценена музыкальными критиками, которые описывали её как «сколь рутинную, столь и незаурядную» («Афиша») и как «пример глубокой утончённой работы, которую с удовольствием переслушиваешь раз за разом» (Fuzz). В октябре 2010-го Twin Shadow был объявлен исполнителем недели на сайте журнала Rolling Stone.
Twin Shadow выступал на фестивале Коачелла в апреле 2011 года, на Sasquatch Music Festival и San Miguel Primavera Sound в мае того же года, а в следующем месяце на Pitchfork Music Festival и Bonnaroo Music and Arts Festival. Он несколько раз играл на разогреве у Florence and the Machine во время их американского турне 2011 года.
В марте 2012 года на сайте лейбла 4AD была размещена кавер-версия песни Питера Гэбриэла «Here Comes the Flood» в исполнении Twin Shadow. В начале мая был представлен трек «Five Seconds» из второго альбома исполнителя Confess, выпущенного в июле 2012 года.
Песни Twin Shadow «Old Love/New Love», «Forget» и «Shooting holes» были выбраны Rockstar Games Inc. в качестве саундтрека для видеоигры GTA V. Они звучат на радиостанции «Radio Mirror Park» где он также выступил в роли диджея станции.

## Дискография
- Forget (2010)
- Confess (2012)
- Eclipse (2015)
- Caer (2018)
- Twin Shadow (2021)